# Obol (Białoruś)
Obol (biał. Обаль) – osiedle typu miejskiego na Białorusi, w  rejonie szumilińskim obwodu witebskiego, 23 km od Szumilina; 2,7 tys. mieszkańców (2010).
Znajduje tu się stacja kolejowa Obol, położona na linii Witebsk – Połock.

## Historia
Podczas okupacji hitlerowskiej, jesienią 1941 roku Niemcy utworzyli getto dla żydowskich mieszkańców. Przebywało w nim około 50 osób. 2 lipca 1942 roku Niemcy zlikwidowali getto, a Żydów zamordowali. 

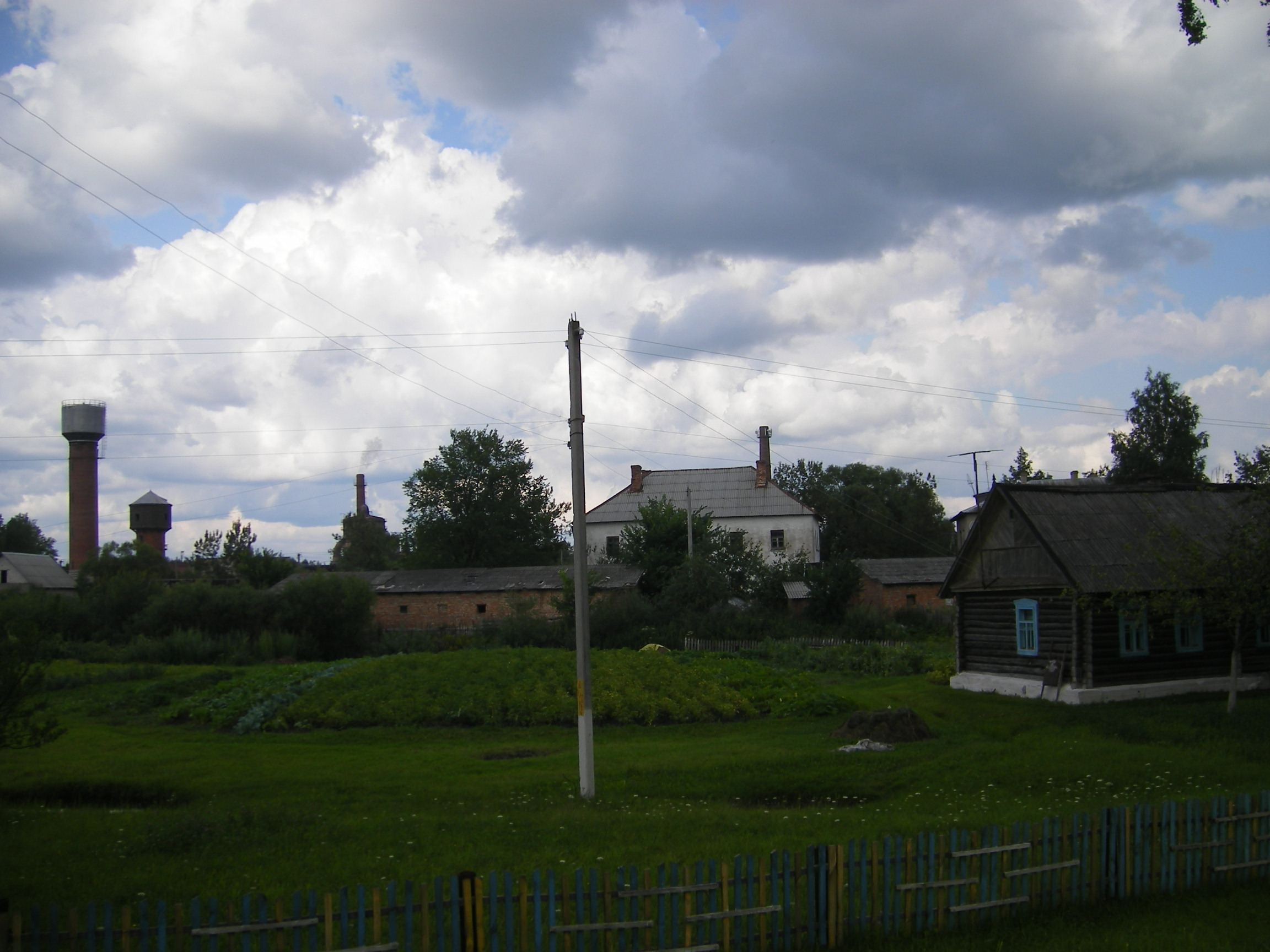
Folwark przy dworze
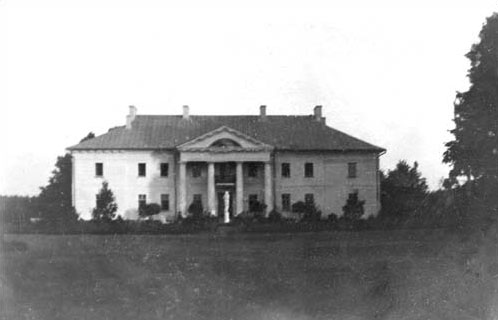
Pałac Hrebnickich około 1890 roku
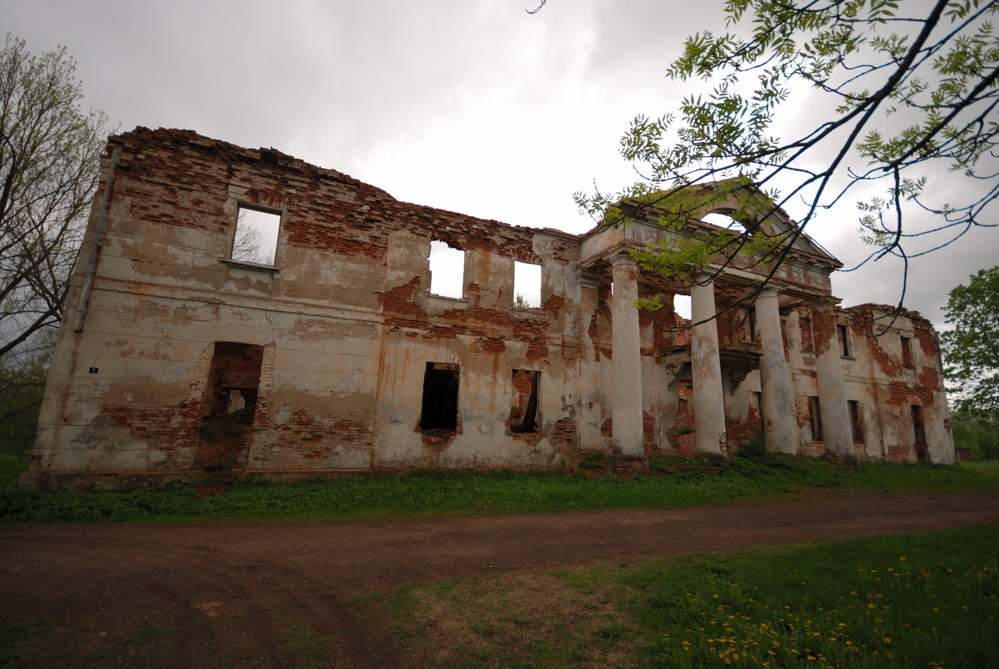
Ruiny pałacu Hrebnickich w 2012 roku
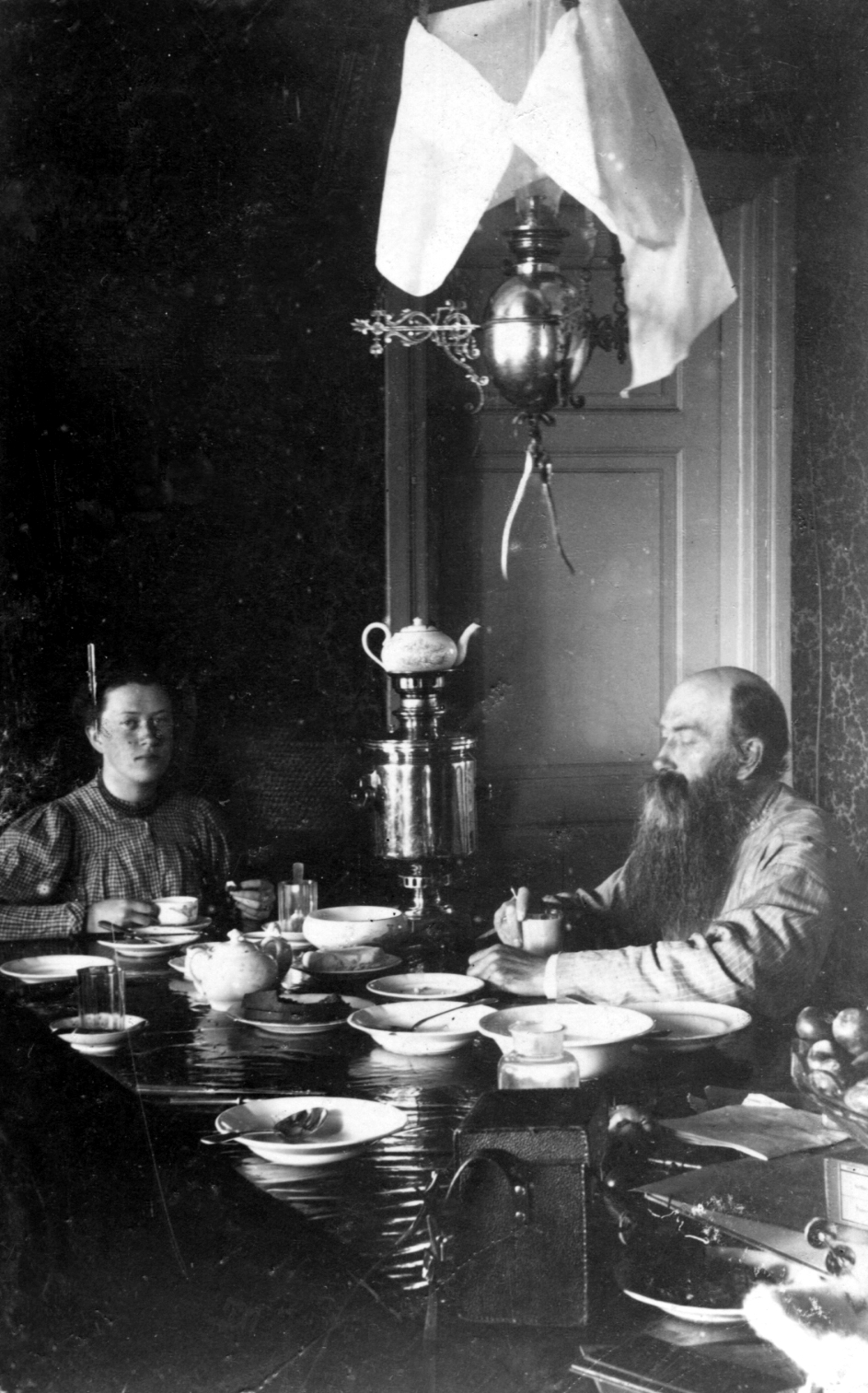
Adam Hrebnicki z córką Marią w pałacu w 1908 roku